# Місцеві вибори в Греції 2010

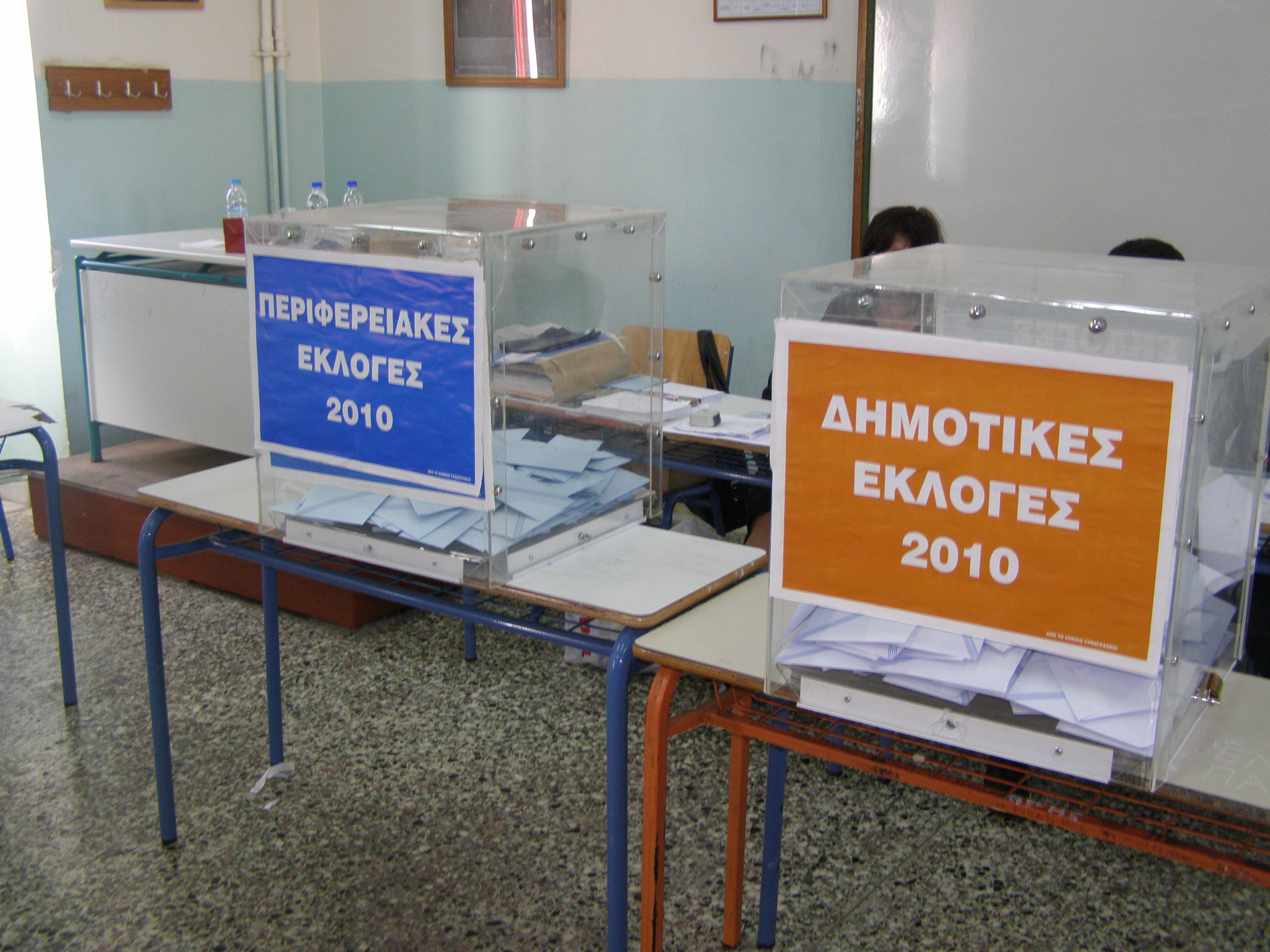
Перший тур місцевих виборів в Греції 2010: ліворуч урна для голосування за кандидатів у периферії, праворуч — мери муніципалітетів та комунУ

Місцеві вибори в Греції 2010 відбудуться у два тури: перший — 7 листопада, другий 14 листопада. Якщо перший тур у деяких муніципалітетах визнають недійсним, перевибори за першим туром відбудуться в середу 10 листопада.
Після прийняття 2010 року Програми Каллікратіса поділ на номи був скасований, і хоча новий адміністративний поділ Греції вступить в силу 2011 року, вибори відбудуться тільки в периферії, муніципалітети та комуни.

## Виборці
За даними Грецької статистичної служи, електорат складається з:
- 9 809 177 греків
- 12 583 іммігрантів, що мають право голосу
- 14 961 громадян ЄС

Із загального числа 9 836 721 оціночна кількість нових виборців — 112 552 осіб.

## Перший тур: 7 листопада 2010 року
Перший тур місцевих виборів у Греції проводились із 7 години до 19 години за місцевим часом. Близько 40% громадян Греції, які мали право голосу, не прийшли на виборчі дільниці.
В результаті Після голосування у першому турі обраний тільки 1 з 13 очільників адміністративних областей: в області Південних Егейських островів член ПАСОК Іоанніс Махаїрідіс набрав 50,72%, в той час як його головний конкурент Хараламбос Коккінос, член Нової Демократії, набрав 31,15% виборців. Решта 12 голів адміністративних областей будуть визначені у другому турі виборів, який відбудеться 14 листопада.
Переможці не були визначені також у переважній більшості великих міст Греції, зокрема:
- в Афінах чинний мер Нікітас Какламаніс набрав 35,03%, далі слідує кандидат від ПАСОК Георгіос Камініс із 28,54%.
- в Піреї Янніс Міхас, член ПАСОК, має явну перевагу із 30,46% у порівнянні із 23,02%, які набрав Васіліс Міхалоліакос.
- в Салоніках кандидат від НД Костас Юлекас випереджує із 38,67% кандидата від ПАСОК Іоанніса Бутаріса із 32,95%.

Загалом за попереднім підрахунком, партія ПАСОК набрала більшість голосів виборців в 7 із 13 адміністративних областей, водночас Нова Демократія зменшила відсотковий відрив, а Комуністична партія Греції збільшила кількість прихильників.

## Другий тур: 14 листопада 2010 року
У другому турі явка виборців склала 46,5%, кількість недійсних або порожнів бюлетенів - 11,3% від загальної кількості відданих голосів, на відміну від 61% і 9,1% у першому турі відповідно.
правляча партія ПАСОК здобула перемогу у 8 областях: Аттика, Східна Македонія і Фракія, Центральна Греція, Західна Греція, Пелопоннес, Північні Егейські острови, Південні Егейські острови, Крит. У 5 областях перемогу здобула опозиційна «Нова Демократія».
Крім того соціалісти Янніс Сгурос обраний головою Афінського регіону, Йоргос Камініс — мером Афін, Васіліс Міхалоліакіс — мером Пірея, Янніс Бутаріс — мером Салонік. Таким чином, вперше за останні 24 роки члени ПАСОК очолили адміністрації найбільших міст Греції — Афін і Салонік.